# Каленчин (Ґродзиський повіт)
Каленчин (пол. Kałęczyn) — село в Польщі, у гміні Гродзиськ-Мазовецький Ґродзиського повіту Мазовецького воєводства.
Населення — 609 осіб (2011).
У 1975-1998 роках село належало до Варшавського воєводства.

## Демографія
Демографічна структура станом на 31 березня 2011 року:
|          | Загалом | Допрацездатний вік | Працездатний вік | Постпрацездатний вік |
| -------- | ------- | ------------------ | ---------------- | -------------------- |
| Чоловіки | 303     | 71                 | 204              | 28                   |
| Жінки    | 306     | 67                 | 183              | 56                   |
| Разом    | 609     | 138                | 387              | 84                   |